# Kótay Pál (orvos)
Kótay Pál (Halmi, 1910. szeptember 21. – Marosvásárhely, 1986. december 25.) orvosi szakíró, orvostörténész, író.

## Életútja, munkássága
A szatmári Református Főgimnázium elvégzése (1928) után a Pázmány Péter Tudományegyetemen szerzett orvosi diplomát (1934). Pályáját a budapesti Szent János Kórházban kezdte (1934-1938), 1939-ben Rostockban dolgozott, majd sebész-tanársegéd a kolozsvári egyetemen (1940-45), klinikai adjunktus (1944-48), a marosvásárhelyi OGYI előadótanára (1948-71), a Sebészet-Urológia Tanszéken professzor nyugalomba vonulásáig (1976). Szakterülete az urológiai sebészet. Tanulmányúton járt Finnországban és Németországban, részt vett a budapesti (1962) és amszterdami (1973) Nemzetközi Urológiai Kongresszuson.
A Magyar Orvostörténeti Társaság, a Román Urológiai Társaság, a Nemzetközi Urológiai Társaság tagja. Több mint 100 szaktudományos dolgozatát magyar, román, német, francia és angol nyelven a Magyar Urológia, Acta Urologica, Urologia Internationalis, Chirurgia, Revista Medicală – Orvosi Szemle s más szakfolyóiratok közölték. Részt vett az egységes román nyelvű urológiai tankönyv szerkesztésében s a román egyetemi jegyzetek magyar nyelvre való fordításában.
Novellákkal, esszékkel, kritikákkal az irodalmi életben is jelen volt. Az Erdélyi Helikon munkatársa, az ESZC kiadásában megjelent Erdélyi csillagok gyűjteményes kötet II. sorozatában (Kolozsvár, 1942) a magyar orvosi irodalom két jeles úttörőjét, Pápai Páriz Ferencet és Rácz Sámuelt mutatta be. 1946-ban a KZST rendes tagjává választotta, székfoglalóját Inoko üzen c. novellájával tartotta meg. Az Igaz Szó, Új Élet, Előre munkatársa.
Orvostörténeti kutatásait folytatva a budapesti Communicationes ex Bibliotheca Historiae Hungarica hasábjain ismertette Pápai Páriz bázeli orvosdoktori értekezését (1956), a Kolozsvárt 1690-ben megjelent Pax corporis c. munkáját (1958) és drezdai útját (1965). A Korunk közölte Weszprémi Istvánról, a 18. századi orvosíróról (1978/10), majd Rácz Sámuel arcképének restaurálásakor c. alatt (1981/7-8) a neves orvostudosról szóló újabb írásait, melyek a magyar orvosi szaknyelv megteremtéséért folytatott harcot méltatják.
A Korunkban (1983/7) Pápai Páriz Ferenc Vitae meae Cursus c. naplóját ismertette. Egyetemi jegyzete: Az urológiai sebészet alapvonalai (Marosvásárhely, 1951).